# Северка (приток Решётки)
Се́верка — левый приток Решётки (бассейн Исети).
Исток расположен на юго-восточном склоне горы Толстиха. Течёт преимущественно в юго-восточном направлении. В верхнем и среднем течении местность ненаселённая. Огибает живописный массив скалы Соколиный камень. Урез устья (264 м) расположен в посёлке Северка, в 7,7 км от устья Решётки.
Длина водотока 16 км. Площадь водосбора 65,3 км².

## Данные водного реестра
По данным государственного водного реестра России, Северка относится к Иртышскому бассейновому округу, водохозяйственный участок реки — Исеть от истока до города Екатеринбурга, речной подбассейн реки — Тобол. Речной бассейн реки — Иртыш.
Код объекта в государственном водном реестре — 14010500512111200002738.